# Keňa na Letních olympijských hrách 1972
Keňu na Letních olympijských hrách 1972 v německém Mnichově reprezentovalo 57 sportovců (55 mužů a 2 ženy).

## Medailové pozice
| Medaile | Jméno                                                | Sport    | Disciplína                       |
| ------- | ---------------------------------------------------- | -------- | -------------------------------- |
| Zlato   | Kipchoge Keino                                       | Atletika | Muži 3 000 m překážek            |
| Zlato   | Charles Asati Munyoro Nyamau Robert Ouko Julius Sang | Atletika | Muži štafeta 4 × 400 m           |
| Stříbro | Kipchoge Keino                                       | Atletika | Muži běh na 1 500 m              |
| Stříbro | Ben Jipcho                                           | Atletika | Muži 3 000 m překážek            |
| Stříbro | Philip Waruinge                                      | Box      | muži pérová váha do 57 kg        |
| Bronz   | Julius Sang                                          | Atletika | Muži běh na 400 m                |
| Bronz   | Mike Boit                                            | Atletika | Muži běh na 800 m                |
| Bronz   | Samuel Mbugua                                        | Box      | muži lehká váha do 60 kg         |
| Bronz   | Tiger Murunga                                        | Box      | muži váha lehká střední do 67 kg |